# Nefas Piaculum
Nefas Piaculum (auch NP-Tage) markierten im römischen Kalender spezielle öffentliche Festtage, an denen ein Sühneopfer (piaculum) dargebracht wurde, wobei der Begriff nefas  in der lateinischen Literatur seit Plautus im dritten Jahrhundert v. Chr. bekannt ist und die göttlich-moralische Unbedenklichkeitserklärung für Fas-Handlungen bezeichnet.
Fas steht in Verbindung mit den Nefas Piaculum für die durch einen Götterspruch bestätigte Erlaubnis für ein geplantes Vorhaben. Insofern steht der religiöse Begriff Nefas Piaculum für ein moralisch unbedenkliches Sühneopfer, das durch einen zuvor erfolgten Götterspruch als heilige Handlung qualifiziert wurde. Die göttliche Verweigerung heißt entsprechend Nefas est Piaculum, was sinngemäß Ein Sühneopfer gegen den Götterspruch der moralischen Unbedenklichkeit bedeutet.
Im römischen Kalender wurden die Nefas Piaculum mit der Abkürzung „NP“, in den Fasti als Feriae vermerkt. Alle monatlichen Iden waren automatisch „NP-Tage“, da die Iden der Gottheit Jupiter galten.